# Pravo u 1944.
◄◄ | ◄ | 1941. | 1942. | 1943. | 1944.  | 1945. | 1946. | 1947. | ► | ►►
Arhitektura • Astronautika • Astronomija • Biologija • Film • Fotografija • Glazba • Kazalište • Kemija • Kiparstvo • Knjige • Književnost • Kršćanstvo • Meteorologija • Medicina • Planinarstvo • Politika • Pravo • Promet • Slikarstvo • Strip • Šport • Televizija • Znanost • Zrakoplovstvo • Željeznički promet
Pravo u 1944.

## Hrvatska i u Hrvata

### Događaji
- Općina Rab se odrekla feudalnog davanja tzv. "dohotka".

## Vanjske poveznice
|  | Zajednički poslužitelj ima još gradiva o temi Pravo |